# Masters of Darts
| Masters of Darts    | Masters of Darts                            |
| ------------------- | ------------------------------------------- |
| Sportart            | Darts                                       |
| Organisator         | PDC                                         |
| Turnierart          | Einladungsturnier                           |
| Austragungsort      | ExpoCenter, Hengelo                         |
| Austragungszeitraum | Februar                                     |
| Rekordsieger        | Phil Taylor (1×) Raymond van Barneveld (1×) |
| amtierender Sieger  | Raymond van Barneveld                       |
| Letzte Austragung   | Masters of Darts 2007                       |
| Nächste Austragung  | ausgesetzt                                  |

Das Masters of Darts war ein Dartturnier, das von der PDC organisiert wurde. Es fand im Jahr 2005 zum ersten Mal statt, Austragungsort war das ExpoCenter in Hengelo. Im Finale konnte sich Phil Taylor mit 7:1 legs gegen Andy Fordham durchsetzen. Die bis dato letzte Austragung im Jahr 2007 gewann Raymond van Barneveld.

## Format

### 2005
An dem Turnier nahmen jeweils die Top 4 der PDC und der BDO teil.
In einer PDC- und einer BDO-Gruppe trat zuerst jeder Spieler gegen jeden aus der jeweils anderen Gruppe an. Anschließend trafen die beiden Gruppenersten in den Halbfinals auf die Gruppenzweiten der jeweils anderen Gruppe. Die beiden Gewinner der Halbfinals spielten danach im Finale den Gesamtsieger des Turniers aus. Das Turnier wurde in sets gespielt, die wiederum in einen best of 5 legs-Modus unterteilt wurden. Spielmodus war in der Gruppenphase ein best of 7 sets, im Halbfinale best of 9 sets und im Finale best of 13 sets. Jedes leg wurde im double-out-Modus gespielt.

### 2007
An dem Turnier nahmen verbandsübergreifend jeweils die fünf besten englischen und niederländischen Dartspieler teil.
In einer England- und einer Niederlande-Gruppe trat zuerst jeder Spieler gegen jeden aus der jeweils anderen Gruppe an. Anschließend trafen jeweils die zwei Höchstplatzierten einer Gruppe im Halbfinale aufeinander. Die beiden Gewinner der Halbfinals spielten danach im Finale den Gesamtsieger des Turniers aus. Das Turnier wurde in sets gespielt, die wiederum in einen best of 5 legs-Modus unterteilt wurden. Spielmodus war in der Gruppenphase ein best of 5 sets, im Halbfinale best of 11 sets und im Finale best of 13 sets. Jedes leg wurde im double-out-Modus gespielt.

## Preisgelder

### 2005
Das Gesamtpreisgeld von 445.000 Euro verteilte sich wie folgt auf die 8 Teilnehmer:
| Position (Anzahl Spieler) | Position (Anzahl Spieler) | Preisgeld |
| ------------------------- | ------------------------- | --------- |
| Gewinner                  | (1)                       | 175.000 € |
| Finalist                  | (1)                       | 100.000 € |
| Halbfinalisten            | (2)                       | 035.000 € |
| Gruppenphase              | (4)                       | 025.000 € |

### 2007
Das Gesamtpreisgeld von 185.000 Euro verteilte sich wie folgt auf die 10 Teilnehmer:
| Position (Anzahl Spieler) | Position (Anzahl Spieler) | Preisgeld |
| ------------------------- | ------------------------- | --------- |
| Gewinner                  | (1)                       | 050.000 € |
| Finalist                  | (1)                       | 025.000 € |
| Halbfinalisten            | (2)                       | 017.500 € |
| Gruppendritte             | (2)                       | 015.000 € |
| Gruppenvierte             | (2)                       | 012.500 € |
| Gruppenfünfte             | (2)                       | 010.000 € |

Michael van Gerwen erhielt zusätzlich 10.000 € für einen Neundarter, den er im Halbfinale warf.

Das erspielte Preisgeld hatte keinen Einfluss auf die Order of Merit, da es sich um ein Einladungsturnier handelte.

## Finalergebnisse
| Jahr | Austragungsort      | Sieger                | Ergebnis | Finalist     | Preisgeld | Preisgeld |
| Jahr | Austragungsort      | Sieger                | Ergebnis | Finalist     | Gesamt    | Sieger    |
| ---- | ------------------- | --------------------- | -------- | ------------ | --------- | --------- |
| 2005 | ExpoCenter, Hengelo | Phil Taylor           | 7 : 1    | Andy Fordham | 0€445.000 | 0€175.000 |
| 2007 | ExpoCenter, Hengelo | Raymond van Barneveld | 7 : 0    | Peter Manley | 0€180.000 | 0€50.000  |